# Vaida Pikauskaitė
Vaida Pikauskaitė née le 29 mars 1991, est une coureuse cycliste lituanienne. Spécialiste de la piste, elle est championne d'Europe de poursuite par équipes en 2012, avec Vilija Sereikaitė et Aušrinė Trebaitė. En 2015, elle arrête sa carrière de cycliste après avoir couru principalement des courses sur route pendant plusieurs années sans grand succès.

## Palmarès

### Championnats du monde
- Copenhague 2010
  - 19e de la poursuite individuelle
- Apeldoorn 2011
  - 13e de la poursuite par équipes
  - 21e de l'omnium
- Melbourne 2012
  - 11e de la poursuite par équipes

### Championnats d'Europe
- Saint-Pétersbourg 2010
  -  Médaillée de bronze de la poursuite individuelle espoirs
- Pruszków 2010
  -  Médaillée de bronze de la poursuite par équipes
- Anadia 2012
  - 4e de la poursuite individuelle
- Panevėžys 2012
  -  Championne d'Europe de poursuite par équipes (avec Vilija Sereikaitė, Aušrinė Trebaitė)